# Karl G. Grell
Karl Gottlieb Grell (* 28. Dezember 1912 in Burg an der Wupper; † 4. Oktober 1994) war ein deutscher Zoologe.
Karl Grell wurde 1934 in Bonn promoviert, wo er seine Dissertation über den Verdauungstrakt der Gemeinen Skorpionsfliege (Panorpa communis) geschrieben hatte. In der Folge arbeitete er vornehmlich an einzelligen Lebewesen, unter anderem am Tübinger Max-Planck-Institut für Biologie. Er publizierte 1956 die erste Auflage seines Lehrbuches Protozoologie, dessen zweite Auflage 1973 auch als englische Ausgabe erschien. Von 1959 bis 1983 fungierte Grell als Mitherausgeber der Zeitschrift Archiv für Protistenkunde. Zusätzlich zu seinen Arbeiten über einzellige Tiere leistete Karl Grell einen großen Beitrag zur Kenntnis der Placozoa, einer morphologisch sehr einfach gebauten Gruppe von Tieren.